# Chilorio
Chilorio é um prato de carne de porco típico da culinária do México, originário de Culiacán, Sinaloa. É principalmente usado como recheio de tacos, mas pode ser servido doutras maneiras. É preparado cozendo carne de porco, de preferência magra, cortada em pedaços, em água, apenas para cobrir, banha, sal e pimenta, malaguetas dos tipos pasilla e hajillo cozidas, limpas de sementes e esmagadas, orégão, cominho moído, grãos de coentro moídos, vinagre e alho; deixa-se cozer a fogo lento até a água secar e a carne ficar tenra, para se poder desfiar. 
Pode servir-se com tortillas de farinha de trigo ou de milho, em tacos, burritos, com feijão, ovos, ou guisado com batata, tomate, cebola e pimento. 